# Hrabstwo St. Mary’s

Piramida wieku hrabstwa

Hrabstwo Saint Mary's (ang. Saint Mary's County) to hrabstwo w stanie Maryland w Stanach Zjednoczonych. Hrabstwo zajmuje powierzchnię całkowitą 1 982 km² i według szacunków US Census Bureau w roku 2006 liczyło 98 854 mieszkańców. Siedzibą hrabstwa jest miasto Leonardtown.

## Historia
Hrabstwo Saint Mary's było pierwszym hrabstwem w Maryland. Pierwsza wzmianka o nim pochodzi z roku 1637, kiedy zostało prawdopodobnie ustanowione decyzją ówczesnego gubernatora, Leonarda Calverta. Nazwa hrabstwa, która po polsku znaczy hrabstwo świętej Marii, pochodzi od Marii z Nazaretu, matki Jezusa.

## Geografia
Całkowita powierzchnia hrabstwa wynosi 1 980 km², z czego 936 km² stanowi powierzchnia lądowa, a 1 044 km² (52,7%) powierzchnia wodna.

### Miasta
- Leonardtown

### CDP
- California
- Charlotte Hall
- Golden Beach
- Lexington Park
- Mechanicsville
- Piney Point
- St. George Island
- Tall Timbers